# Ilona Mądra
Ilona Barbara Mądra (Poznań, 3 dicembre 1966) è un'ex cestista polacca.

## Carriera
Con la Polonia ha disputato i Campionati europei del 1999 e i Giochi olimpici di Sydney 2000.